# Ancylis
Ancylis là một chi bướm đêm thuộc phân họ Olethreutinae trong họ Tortricidae.

## Các loài
- Ancylis achatana ([Denis & Schiffermuller], 1775)
- Ancylis acromochla (Turner, 1946)
- Ancylis albacostana Kearfott, 1905
- Ancylis albafascia Heinrich, 1929
- Ancylis amplimacula Falkovitsh, 196
- Ancylis ancorata Meyrick, 1912
- Ancylis anguillana (Meyrick, 1881)
- Ancylis anthophanes Meyrick, 1928
- Ancylis anthracaspis Meyrick, in Caradja, 1931
- Ancylis apicana (Walker, 1866)
- Ancylis apicella ([Denis & Schiffermuller], 1775)
- Ancylis apicipicta Oku, 2005
- Ancylis arcitenens Meyrick, 1922
- Ancylis argenticiliana Walsingham, 1897
- Ancylis argillacea (Turner, 1916)
- Ancylis aromatias Meyrick, 1912
- Ancylis artifica Meyrick, 1911
- Ancylis atricapilla (Meyrick, 1917)
- Ancylis badiana ([Denis & Schiffermuller], 1775)
- Ancylis bauhiniae Busck, 1934
- Ancylis biscissana (Meyrick, 1881)
- Ancylis brauni (Heinrich, 1931)
- Ancylis bucovinella Peiu & Nemes, 1969
- Ancylis burgessiana (Zeller, 1875)
- Ancylis carbonana Heinrich, 1923
- Ancylis carpalima Meyrick, 1911
- Ancylis caudifer Stringer, 1929
- Ancylis celerata (Meyrick, 1912)
- Ancylis charisema Meyrick, 1934
- Ancylis colonota Meyrick, 1911
- Ancylis columbiana (McDunnough, 1955)
- Ancylis comptana (Frolich, 1828)
- Ancylis comptanoides Strand, 1920
- Ancylis convergens Diakonoff, 1984
- Ancylis cordiae Busck, 1934
- Ancylis cornifoliana (Riley, 1881)
- Ancylis coronopa Meyrick, 1911
- Ancylis corylicolana Kuznetzov, 1962
- Ancylis definitivana (Heinrich, 1923)
- Ancylis diminutana (Haworth, [1811])
- Ancylis discigerana (Walker, 1863)
- Ancylis divisana (Walker, 1863)
- Ancylis enneametra Meyrick, 1927
- Ancylis erythrana (Meyrick, 1881)
- Ancylis erythrosema (Turner, 1945)
- Ancylis falcata (Walsingham, 1891)
- Ancylis falsicoma Meyrick, 1914
- Ancylis fergusoni (McDunnough, 1958)
- Ancylis fidana (Meyrick, 1881)
- Ancylis floridana (Zeller, 1875)
- Ancylis forsterana (Bachmaier, 1965)
- Ancylis fuscociliana (Clemens, 1864)
- Ancylis galeamatana (McDunnough, 1956)
- Ancylis geminana (Donovan, [1806])
- Ancylis glycyphaga Meyrick, 1912
- Ancylis goodelliana (Fernald, 1882)
- Ancylis habeleri Huemer & Tarmann, 1997
- Ancylis halisparta Meyrick, 1910
- Ancylis hemicatharta Meyrick, in Caradja & Meyrick, 1935
- Ancylis hibbertiana (Meyrick, 1881)
- Ancylis himerodana (Meyrick, 1881)
- Ancylis hygroberylla (Meyrick in Caradja & Meyrick, 1937)
- Ancylis hylaea Meyrick, 1912
- Ancylis impatiens (Meyrick, 1921)
- Ancylis infectana (Meyrick, 1881)
- Ancylis karafutonis Matsumura, 1911
- Ancylis kenneli Kuznetzov, 1962
- Ancylis kincaidiana (Fernald, 1900)
- Ancylis kurentzovi Kuznetzov, 1969
- Ancylis laciniana (Zeller, 1875)
- Ancylis laetana (Fabricius, 1775)
- Ancylis limosa Oku, 2005
- Ancylis loktini Kuznetzov, 1969
- Ancylis lomholdti Kawabe, 1989
- Ancylis longestriata (Durrant, 1891)
- Ancylis luana (Laharpe, 1864)
- Ancylis lutescens Meyrick, 1912
- Ancylis mandarinana (Walsingham, 1900)
- Ancylis maritima Dyar, 1904
- Ancylis mediofasciana (Clemens, 1864)
- Ancylis melanostigma Kuznetzov, 1970
- Ancylis mesoscia Meyrick, 1911
- Ancylis metamelana (Walker, 1863)
- Ancylis minimana (Caradja, 1916)
- Ancylis mira Heinrich, 1929
- Ancylis mitterbacheriana ([Denis & Schiffermuller], 1775)
- Ancylis monochroa Diakonoff, 1984
- Ancylis muricana (Walsingham, 1879)
- Ancylis myrtillana (Treitschke, 1830)
- Ancylis natalana (Walsingham, 1881)
- Ancylis nemorana Kuznetzov, 1969
- Ancylis nomica Walsingham, 1914
- Ancylis nubeculana (Clemens, 1860)
- Ancylis obtusana (Haworth, [1811])
- Ancylis oculifera (Walsingham, 1891)
- Ancylis oestobola Diakonoff, 1984
- Ancylis pacificana (Walsingham, 1879)
- Ancylis paludana (Barrett, 1871)
- Ancylis partitana (Christoph, 1882)
- Ancylis phileris (Meyrick, 1910)
- Ancylis platanana (Clemens, 1860)
- Ancylis plumbata (Clarke, 1951)
- Ancylis pseustis Meyrick, 1911
- Ancylis repandana Kennel, 1901
- Ancylis rhacodyta Meyrick, 1938
- Ancylis rhenana Muller-Rutz, 1920
- Ancylis rhoderana (McDunnough, 1954)
- Ancylis rimosa Meyrick, 1921
- Ancylis sativa Liu, 1979
- Ancylis sciodelta (Meyrick, 1921)
- Ancylis sederana Chrtien, 1915
- Ancylis segetana (Meyrick, 1881)
- Ancylis selenana (Guenee, 1845)
- Ancylis semiovana (Zeller, 1875)
- Ancylis shastensis (McDunnough, 1955)
- Ancylis sheppardana (McDunnough, 1956)
- Ancylis simuloides (McDunnough, 1955)
- Ancylis sophroniella Walsingham, 1907
- Ancylis sparulana (Staudinger, 1859)
- Ancylis spinicola Meyrick, 1927
- Ancylis spiraeifoliana (Clemens, 1860)
- Ancylis stenampyx Diakonoff, 1982
- Ancylis stilpna (Turner, 1925)
- Ancylis subaequana (Zeller, 1875)
- Ancylis synomotis Meyrick, 1911
- Ancylis tenebrica (Heinrich, 1929)
- Ancylis thalera (Meyrick, 1907)
- Ancylis tineana (Hubner, [1796-1799])
- Ancylis torontana (Kearfott, 1907)
- Ancylis transientana Filipjev, 1926
- Ancylis tumida Meyrick, 1912
- Ancylis uncella ([Denis & Schiffermuller], 1775)
- Ancylis unculana (Haworth, [1811])
- Ancylis unguicella (Linnaeus, 1758)
- Ancylis upupana (Treitschke, 1835)
- Ancylis virididorsana (Moschler, 1891)
- Ancylis volutana (Meyrick, 1881)
- Ancylis youmiae Byun & Yan, 2005

## Hình ảnh

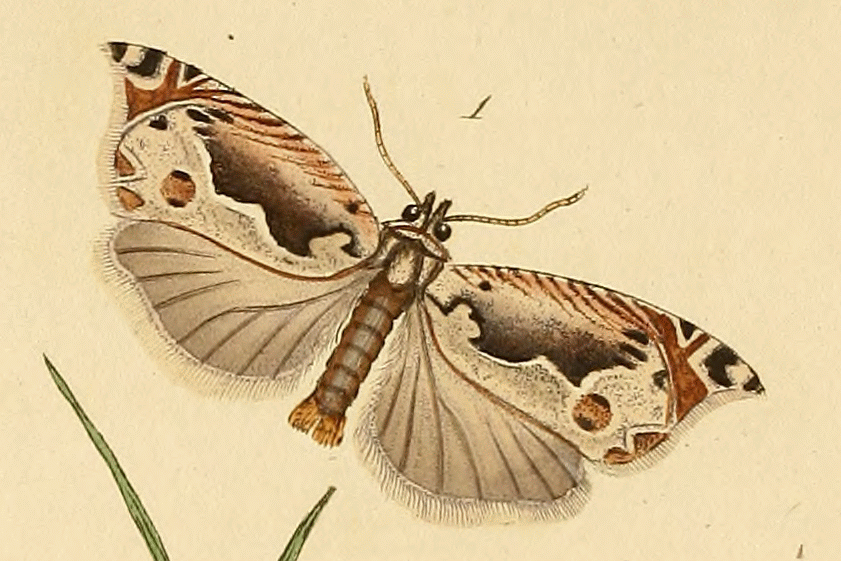